# Nicolás Orsini (futbolista)
Nicolás Orsini (Morteros, Provincia de Córdoba, Argentina; 12 de septiembre de 1994) es un futbolista argentino. Juega como delantero y su primer equipo fue Tiro Federal de Morteros. Actualmente milita en Platense de la Liga Profesional.

## Trayectoria
Surgió en el club Tiro Federal de Morteros, Provincia de Córdoba. Participó en 2 temporadas del Torneo Argentino B, debutando de la mano de Adrián Gorostidi.
Hizo su debut en la máxima categoría argentina con Atlético Rafaela en la temporada 2013-2014.
A mediados de 2021 se convirtió en nuevo jugador de Boca Juniors.

## Estadísticas
- Actualizado al 10 de agosto de 2025

| Club                       | Div.                | Temporada           | Liga | Liga | Copa Nacional | Copa Nacional | Copa Internacional | Copa Internacional | Total | Total |
| Club                       | Div.                | Temporada           | PJ   | G    | PJ            | G             | PJ                 | G                  | PJ    | G     |
| -------------------------- | ------------------- | ------------------- | ---- | ---- | ------------- | ------------- | ------------------ | ------------------ | ----- | ----- |
| Tiro Federal (M) Argentina | 4.ª                 | 2011/12             | ?    | ?    | -             | -             | -                  | -                  | ?     | ?     |
| Tiro Federal (M) Argentina | 4.ª                 | 2012/13             | ?    | ?    | -             | -             | -                  | -                  | ?     | ?     |
| Tiro Federal (M) Argentina | Total               | Total               | 14   | 3    | -             | -             | -                  | -                  | 14    | 3     |
| Atlético Rafaela Argentina | 1.ª                 | 2013/14             | 9    | 0    | -             | -             | -                  | -                  | 9     | 0     |
| Atlético Rafaela Argentina | 1.ª                 | 2014                | 11   | 3    | 3             | 0             | -                  | -                  | 14    | 3     |
| Atlético Rafaela Argentina | 1.ª                 | 2015                | 11   | 0    | 2             | 1             | -                  | -                  | 13    | 1     |
| Atlético Rafaela Argentina | Total               | Total               | 31   | 3    | 5             | 1             | -                  | -                  | 36    | 4     |
| FC Anyang Corea del Sur    | 2.ª                 | 2016                | 7    | 1    | -             | -             | -                  | -                  | 7     | 1     |
| FC Anyang Corea del Sur    | Total               | Total               | 7    | 1    | -             | -             | -                  | -                  | 7     | 1     |
| SV Horn · Austria          | 2.ª                 | 2016/17             | 27   | 2    | 1             | 1             | -                  | -                  | 28    | 3     |
| SV Horn · Austria          | Total               | Total               | 27   | 2    | 1             | 1             | -                  | -                  | 28    | 3     |
| Fagiano Okayama Japón      | 2.ª                 | 2017                | 12   | 1    | -             | -             | -                  | -                  | 12    | 1     |
| Fagiano Okayama Japón      | Total               | Total               | 12   | 1    | -             | -             | -                  | -                  | 12    | 1     |
| Sportivo Luqueño Paraguay  | 1.ª                 | 2018                | 16   | 4    | -             | -             | 2                  | 0                  | 18    | 4     |
| Sportivo Luqueño Paraguay  | Total               | Total               | 16   | 4    | -             | -             | 2                  | 0                  | 18    | 4     |
| Sarmiento (J) Argentina    | 2.ª                 | 2018/19             | 29   | 11   | 1             | 0             | -                  | -                  | 30    | 11    |
| Sarmiento (J) Argentina    | Total               | Total               | 29   | 11   | 1             | 0             | -                  | -                  | 30    | 11    |
| Lanús Argentina            | 1.ª                 | 2019/20             | 20   | 1    | 5             | 1             | 2                  | 2                  | 27    | 4     |
| Lanús Argentina            | 1.ª                 | 2020                | -    | -    | 7             | 3             | 8                  | 4                  | 15    | 7     |
| Lanús Argentina            | 1.ª                 | 2021                | -    | -    | 14            | 2             | 3                  | 0                  | 17    | 2     |
| Lanús Argentina            | Total               | Total               | 20   | 1    | 26            | 6             | 13                 | 6                  | 59    | 13    |
| Boca Juniors Argentina     | 1.ª                 | 2021                | 7    | 1    | 1             | 0             | 2                  | 0                  | 10    | 1     |
| Boca Juniors Argentina     | 1.ª                 | 2022                | 10   | 0    | 10            | 2             | 2                  | 0                  | 22    | 2     |
| Boca Juniors Argentina     | 1.ª                 | 2023                | 4    | 0    | 0             | 0             | 0                  | 0                  | 4     | 0     |
| Boca Juniors Argentina     | Total               | Total               | 21   | 1    | 11            | 2             | 4                  | 0                  | 36    | 3     |
| Unión Argentina            | 1.ª                 | 2023                | -    | -    | 12            | 1             | -                  | -                  | 12    | 1     |
| Unión Argentina            | 1.ª                 | 2024                | 22   | 4    | 14            | 1             | -                  | -                  | 36    | 5     |
| Unión Argentina            | Total               | Total               | 22   | 4    | 26            | 2             | -                  | -                  | 48    | 6     |
| Platense Argentina         | 1.ª                 | 2025                | 15   | 1    | 1             | 0             | -                  | -                  | 16    | 1     |
| Platense Argentina         | Total               | Total               | 15   | 1    | 1             | 0             | -                  | -                  | 16    | 1     |
| Total en su carrera        | Total en su carrera | Total en su carrera | 214  | 32   | 71            | 12            | 19                 | 6                  | 304   | 50    |

## Palmarés

### Campeonatos nacionales
| Título              | Club         | País      | Año  |
| ------------------- | ------------ | --------- | ---- |
| Copa Argentina      | Boca Juniors | Argentina | 2021 |
| Copa de la Liga     | Boca Juniors | Argentina | 2022 |
| Primera División    | Boca Juniors | Argentina | 2022 |
| Supercopa Argentina | Boca Juniors | Argentina | 2022 |
| Torneo Apertura     | Platense     | Argentina | 2025 |